# 小行星7787
小行星7787（7787 Annalaura）是一颗绕太阳运转的小行星，为主小行星带小行星。该小行星于1994年11月23日发现。

## 轨道参数
小行星7787的轨道半长轴为2.4383148 UA，离心率为0.115。